# Fractie (concentratie)
Een fractie is de relatieve hoeveelheid van een bepaald bestanddeel in een mengsel. Fracties zijn daarmee een van de manieren om een concentratie uit te drukken. 
De relatieve hoeveelheid kan op verschillende manieren worden uitgedrukt:
- als molfractie {\displaystyle x}: hoeveelheid moleculen of ionen van een bepaald bestanddeel in verhouding tot het totaal aantal moleculen; bij een ideaal gasmengsel is dit bij gelijke temperatuur en druk gelijk aan de volumefractie;
- als massafractie {\displaystyle w}: hoeveelheid van een bepaald bestanddeel in bijvoorbeeld kg, in verhouding tot de totaal aanwezige massa in dezelfde eenheid;
- als volumefractie {\displaystyle \phi }: volume van een bepaald bestaanddeel in verhouding tot het totaal volume.

Fracties worden veel gebruikt bij het beschrijven van de eigenschappen van een mengsel als functie van de samenstelling, bijvoorbeeld in de thermodynamica en faseleer. Zie bijvoorbeeld Wet van Dalton en Wet van Raoult.

## Eenheid
Een voordeel van de fracties, is dat het dimensieloze grootheden zijn. De waarde van een fractie ligt altijd tussen de 0 en de 1, zodat hij probleemloos in formules is toe te passen, in tegenstelling tot een verhouding (bijvoorbeeld 1:3 "één op drie" voor 25 % van de eerste stof gemengd met 75 % van de tweede stof), die loopt van nul tot oneindig. 
Fracties kunnen als getal (bijvoorbeeld 0,25) worden uitgedrukt, of als percentage (25 %), in promilles (250 ‰), in ppm (2,5·105 ppm), etc. 
Wanneer wordt gesproken van 'fractie' zonder meer, is de betekenis afhankelijk van de context. In de fysische chemie wordt dan meestal de molfractie bedoeld. In de toegepaste analytische chemie verwijst men dan naar massafractie. IUPAC raadt aan om deze ambiguïteiten te vermijden door het type fractie steeds duidelijk te formuleren, en door expliciet een verhouding van eenheden te schrijven.  
Bijvoorbeeld: een massafractie w = 1,5·10−6 = 1,5 mg/kg, en een molfractie x = 3,7·10−2  = 3,7 % = 37 mmol/mol.  